# Загальна сонна артерія
Загальна сонна артерія (лат. arteria carotis communis) — парна артерія, що бере початок у грудній порожнині, права від плечоголовного стовбура (лат. truncus brachiocephalicus) та ліва — від дуги аорти (лат. arcus aortae), тому ліва загальна сонна артерія на декілька сантиметрів довше правої. Постачає кров до мозку, органів зору та в більшу частину голови.

## Анатомія

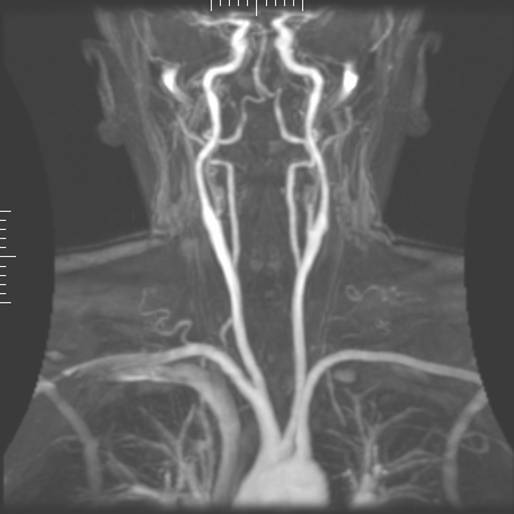
МРТ. Ангіографія судин шиї та середостіння.

Загальна сонна артерія підіймається майже вертикально вверх та виходить через верхній отвір грудної клітки (apertura thoracis superior) у ділянку шиї. Тут вона розташовується на передній поверхні поперечних відростків шийних хребців та м'язів, що їх покривають, збоку від трахеї та стравоходу, позаду грудинно-ключично-сосцеподібного м'яза та предтрахеальної пластинки фасції шиї із закладеним до неї лопатково-під'язиковим м'язом, (лат. musculus omohyoideus). Ззовні від загальної сонної артерії розташовується внутрішня яремна вена (лат. vena jugularis interna), а позаду у жолобку між ними — блукаючий нерв (лат. nervus vagus). Загальна сонна артерія за ходом своїх розгалужень не дає й на рівні верхнього краю щитоподібного хряща поділяється на:
- зовнішню сонну артерію (лат. arteria carotis externa),
- внутрішню сонну артерію (лат. arteria carotis interna).

У місця розгалуження є розширення загальної сонної артерії — каротидний синус (лат. sinus caroticus), до якого прилягає невеликий вузлик — сонний гломус (лат. glomus caroticum).

## Нормальна та патологічна фізіологія
Нормальний кровотік для головного мозку становить 55 мл/100 г тканини, а потреба в кисні 3,7 мл/хв/100 г. Такий об'єм кровопостачання забезпечується звичайними артеріями з нормальною інтимою та непорушеним просвітом судин. Можливе, внаслідок різноманітних причин (атеросклероз, неспецифічний аорто-артеріїт, фіброзно-м'язова дисплазія, колагеноз, туберкульоз, сифіліс та ін.), звуження просвіту сонних артерій призводить до зменшення кровопостачання головного мозку, порушенню в ньому обмінних процесів та його ішемії. У більш ніж 90 % випадків причиною розвитку даної патології є атеросклероз — хронічне захворювання судин з формуванням у їхніх стінках вогнищ ліпідних (холестеринових) бляшок з наступним їх склерозуванням та кальцифікацією, що призводить до деформації та звуженню просвіту судин до їхньої повної оклюзії.